# Bailey Peacock-Farrell
Bailey Peacock-Farrell, född 29 oktober 1996 i Darlington, England, är en nordirländsk fotbollsmålvakt som spelar för Birmingham City och det nordirländska landslaget.

## Klubblagskarriär
Peacock-Farrell inledde sin karriär i Middlesbroughs ungdomssystem, men fick lämna 2013 då klubben hade ett överskott av unga målvakter. Han gick istället till Leeds Uniteds akademi, och i juni 2015 skrev han på sitt första proffskontrakt med klubben. Den 5 april 2016 gjorde han sin debut i en hemmamatch mot Queens Park Rangers, efter att ordinarie målvakten Marco Silvestri blivit utvisad i föregående match. Debuten slutade 1-1 efter att Peacock-Farrell släppt in ett straffmål i den 87:e minuten.
Under säsongen 2016/2017 spelade Peacock-Farrell regelbundet i klubbens U23-lag. Den 9 juli 2017 skrev han på en kontraktsförlängning med Leeds United till 2020. Den 12 oktober 2017 gick Peacock-Farrell till York City på lån i en månad. I januari 2018 provtränade han med Superettan-klubben Landskrona BoIS i tre dagar, men klubben valde att inte erbjuda honom kontrakt.
Den 7 mars 2018, 23 månader efter sin debut, gjorde Peacock-Farrell sin andra a-lagsmatch för Leeds United mot serieledande Wolverhampton Wanderers då ordinarie Felix Wiedwald hade petats till följd av dålig form. United förlorade med 0-3, men Peacock-Farrell utsågs till matchens spelare och fick förnyat förtroende under säsongens återstående tio matcher. Vid klubbens årliga prisceremoni den 5 maj 2018 belönades Peacock-Farrell med utmärkelsen som årets unga spelare.
Trots att Leeds under sommaren lånat in Chelsea-målvakten Jamal Blackman behöll Peacock-Farrell sin startplats under inledningen av säsongen 2018/2019, och höll nollan i tre av de första sex omgångarna, vilka förde Leeds till serieledning. Han var klubbens ordinarie målvakt under hösten och vintern fram till värvningen av Kiko Casilla från Real Madrid i januari 2019, som därefter övertog startplatsen. Peacock-Farrell hann spela 28 seriematcher under säsongen.
Den 2 augusti 2019 värvades Peacock-Farrell av Burnley, där han skrev på ett fyraårskontrakt. Övergångssumman angavs till 2,5 miljoner pund. Den 27 juli 2021 lånades Peacock-Farrell ut till Sheffield Wednesday på ett låneavtal över säsongen 2021/2022. I juli 2023 lånades han ut till danska AGF på ett säsongslån.
Den 30 juni 2024 värvades Peacock-Farrell av League One-klubben Birmingham City, där han skrev på ett fyraårskontrakt.

## Landslagskarriär
Peacock-Farrell togs ut till ett träningsläger med Nordirlands U20-lag under sommaren 2017. I augusti samma år blev han uttagen till Nordirlands a-landslag.
Den 26 mars 2018 debuterade Peacock-Farrell för Nordirlands U21-lag, genom att hålla nollan i en mållös EM-kvalmatch mot Island. Den 30 maj 2018 debuterade han för a-landslaget, då han spelade andra halvleken i en träningsmatch mot Panama.
Den 5 september 2018 avslöjade Peacock-Farrell att han hade kontaktats av medlemmar i det engelska landslagets tränarstab om att spela för England istället, något som skulle vara möjligt då han ännu inte gjort sin tävlingsdebut för Nordirland. Han gjorde dock klart att han var lojal mot det nordirländska landslaget, som visat intresse för honom på ett tidigt stadium. Den 8 september 2018 gjorde Peacock-Farrell sin första tävlingsmatch i landslaget, en hemmaförlust med 1–2 mot Bosnien och Hercegovina i Nations League.